# Dicymbium tibiale
Dicymbium tibiale là một loài nhện trong họ Linyphiidae. Chúng được John Blackwall miêu tả năm 1836.